# Columbiahalle

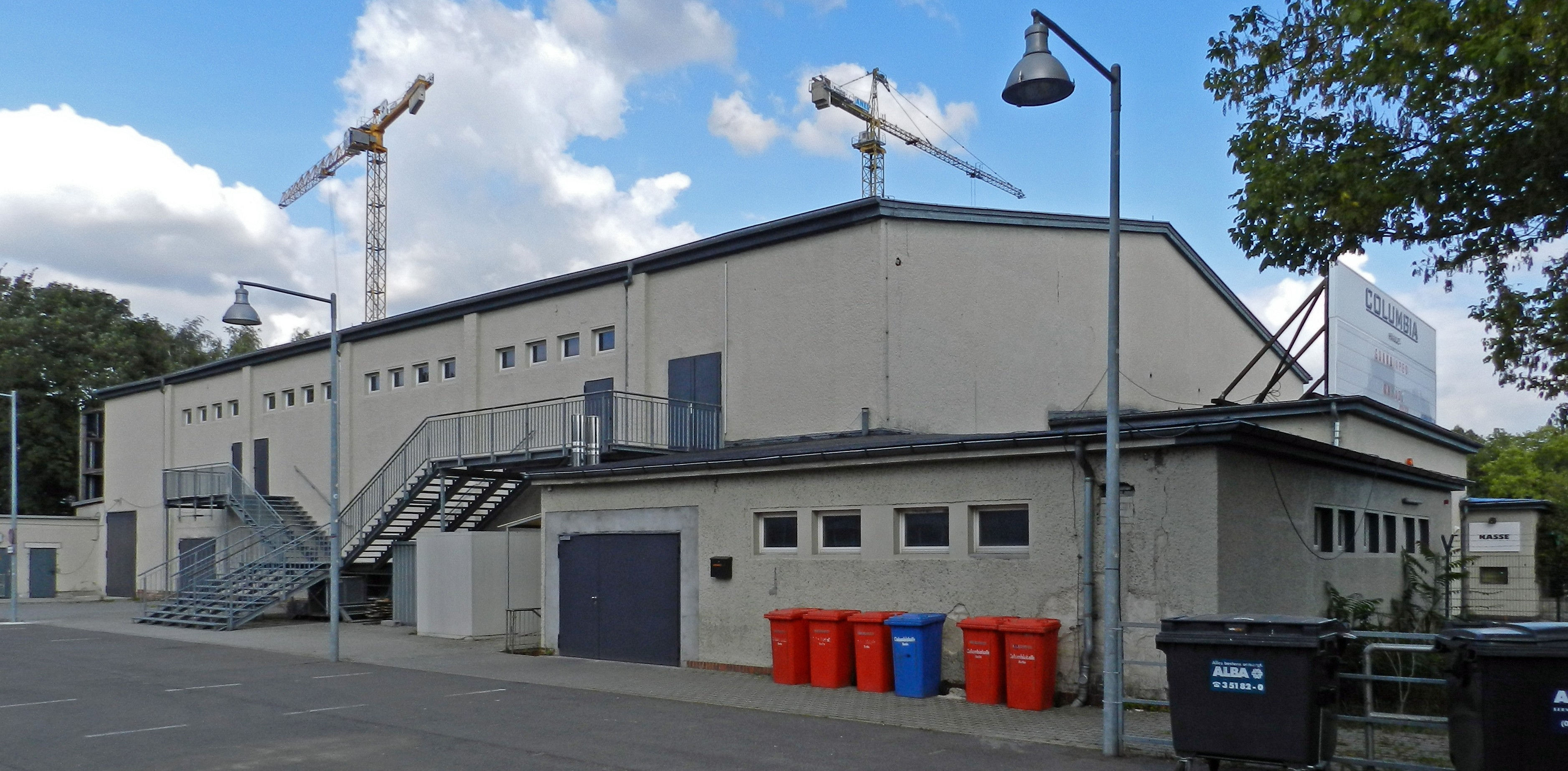
Columbiahalle (Seitenansicht)

Die Columbiahalle (auch C-Halle) im Berliner Ortsteil Tempelhof am Columbiadamm an der Grenze zu Kreuzberg ist ein Veranstaltungsort für Pop- und Rockkonzerte. Die Halle bietet unbestuhlt für 3.500 Besucher Platz, bestuhlt für 1.400.

## Geschichte

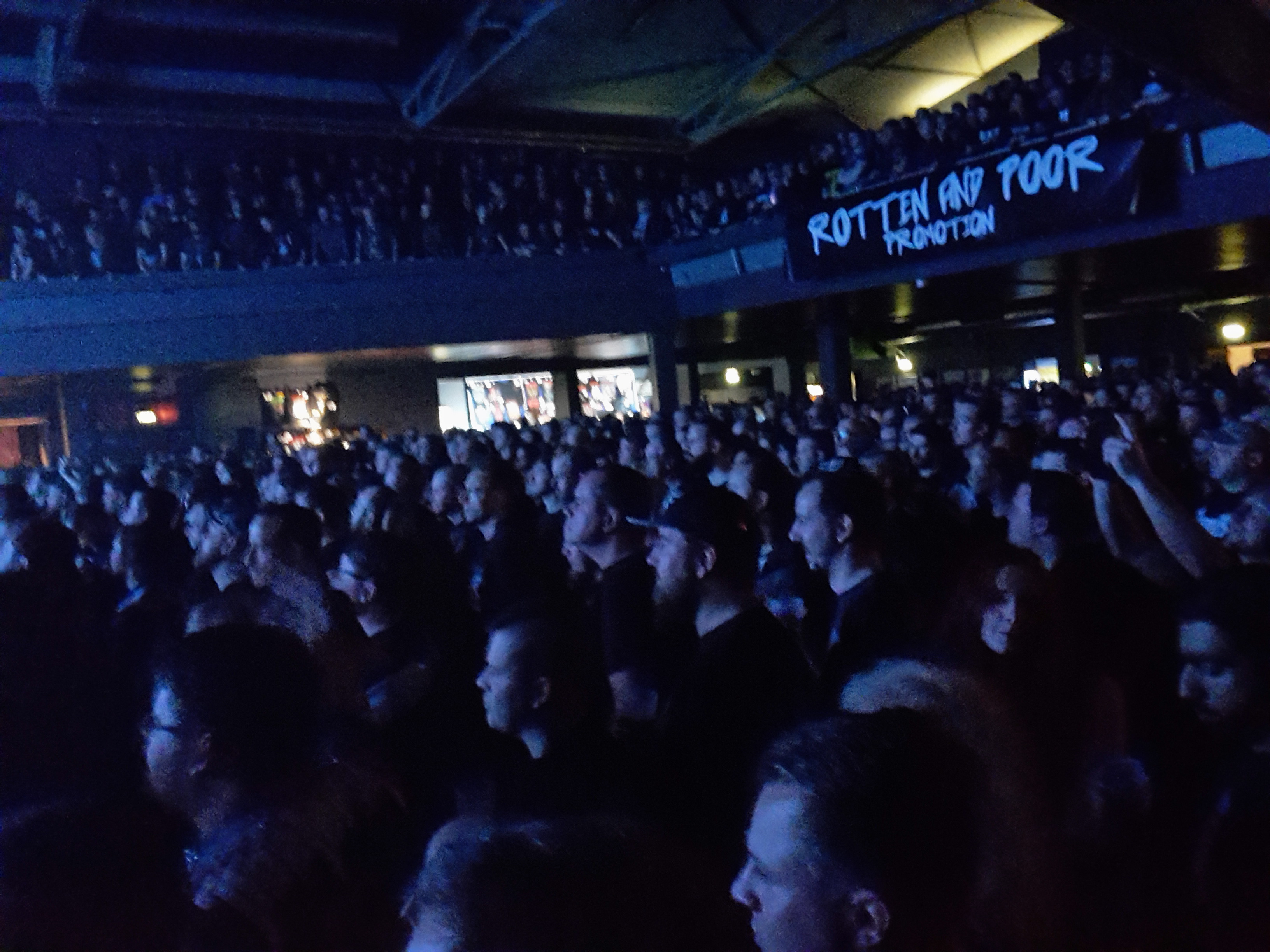
Der Innenraum bietet auf 1150 m² 3.500 Zuschauern Platz.

Gegenüber dem Flughafen Tempelhof wurde die Columbiahalle 1951 als Sporthalle für die in Berlin stationierten US-Soldaten und deren Angehörige und Besucher errichtet. Nach deren Abzug 1994 wurde der Gebäudekomplex geschlossen und nach Umbau 1998 wieder eröffnet. 2014 fand eine umfassende Sanierung statt. Am 2. September 2019 wurde die Columbiahalle zu Ehren der Berliner Rockband Knorkator temporär bis Dezember 2019 in Knorkatorhalle umbenannt.

## Technische Daten
- Größe Saal: 1150 m²
- Bühnengröße: 15 × 9 m
- Lichthöhe: 8 m (von der Bühne 6,6 m)[1]

## Columbia Theater

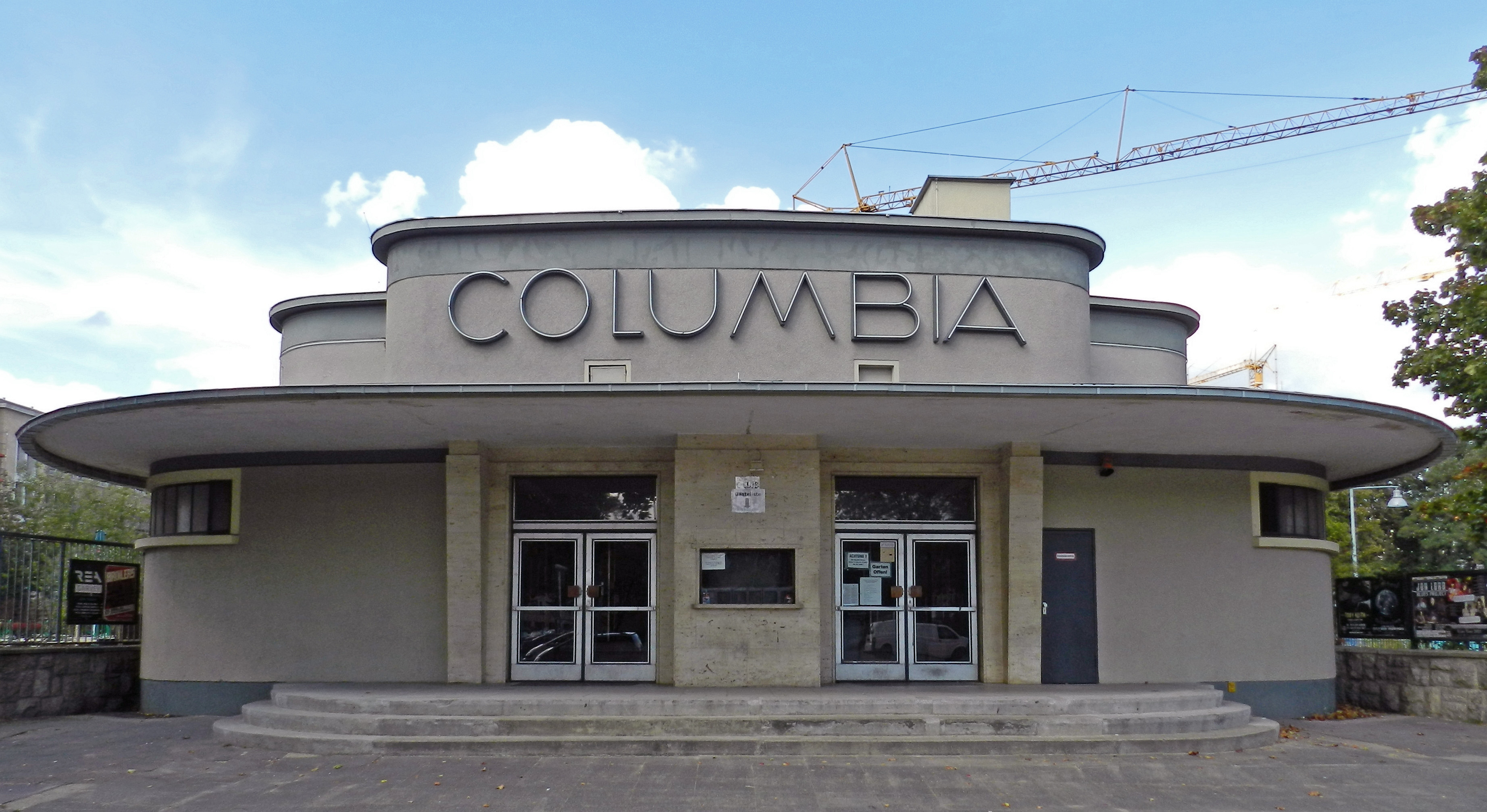
Das ehemalige Kino Columbia im Jahr 2011, damals unter dem Namen Columbiaclub

Auf demselben Gelände, direkt neben der Columbiahalle, befindet sich ein ehemaliges Kino, das heute ebenfalls als Veranstaltungsort genutzt wird. Zwischen 1998 und 2002 bekannt unter dem Namen ColumbiaFritz, danach als Columbiaclub oder C-Club, heißt es seit dem 8. Oktober 2015 Columbia Theater.

## Veranstaltungen
Die Vielzahl der Veranstaltungen in der Columbiahalle und im Columbia Theater dürfte kaum zu rekonstruieren sein. Das Archiv der Columbiahalle listet nur die Namen aufgetretener Künstler / Bands ohne weitere Daten und Informationen auf. Das Archiv vom Columbia Theater verweist auf die Konzerte erst ab Oktober 2015.
Mehr als 700 Rock-Konzerte seit 1997 werden bei Rockinberlin  mit verlinkten Hintergrundinfos vorgestellt.